# 多伎循環バス
多伎循環バス（たきじゅんかんバス）は、島根県出雲市の多伎地区で運行しているコミュニティバスである。一部、大田市にも乗り入れる。

## 概要
- 合併前の多伎町当時、1983年（昭和58年）に廃止代替バスとして運行開始した多伎町営バス（たきちょうえいバス）が始まりで、その後出雲市への合併などを経て現在の多伎循環バスに至っている。[1]
- 自家用自動車（白ナンバー）による有償運送である。
  - 運行業務を、やくも観光に委託している。[2]
- 市の制度上では、同じく市内で80条バスとして運行する平田生活バスとは「出雲市生活バス運行事業」として一体化している。そのため、運賃制度などは共通である。
- 運賃は一律200円（小学生以下・障害者手帳を持参の場合は100円）。

## 沿革
- 1983年（昭和58年） - 多伎町営バスとして運行開始。
- 2004年（平成16年）3月1日 - 町営バスを路線拡大するかたちで多伎町循環バス（たきちょうじゅんかんバス）運行開始。[3]
  - 奥田儀線（小田駅前 - 富山車庫）、久村線（小田駅前 - 赤松踏切）の2路線。中学生以上200円、小人（4歳以上）100円均一。定期券、回数券もあった。
- 2005年（平成17年）3月22日 - 多伎町の出雲市への合併に伴い出雲市に引き継がれ、多伎循環バスに改称。
- 2006年（平成18年）10月1日 - 「出雲市生活バス運行事業の設置及び管理に関する条例」施行。平田生活バスと制度が共通化される。
- 2007年（平成19年）4月1日 - 久村線に久村町中、中砂子バス停新設。[2]
- 2011年（平成23年）4月1日 - 蔵谷線に竹之上バス停新設、これに伴い蔵谷側を循環運行化。

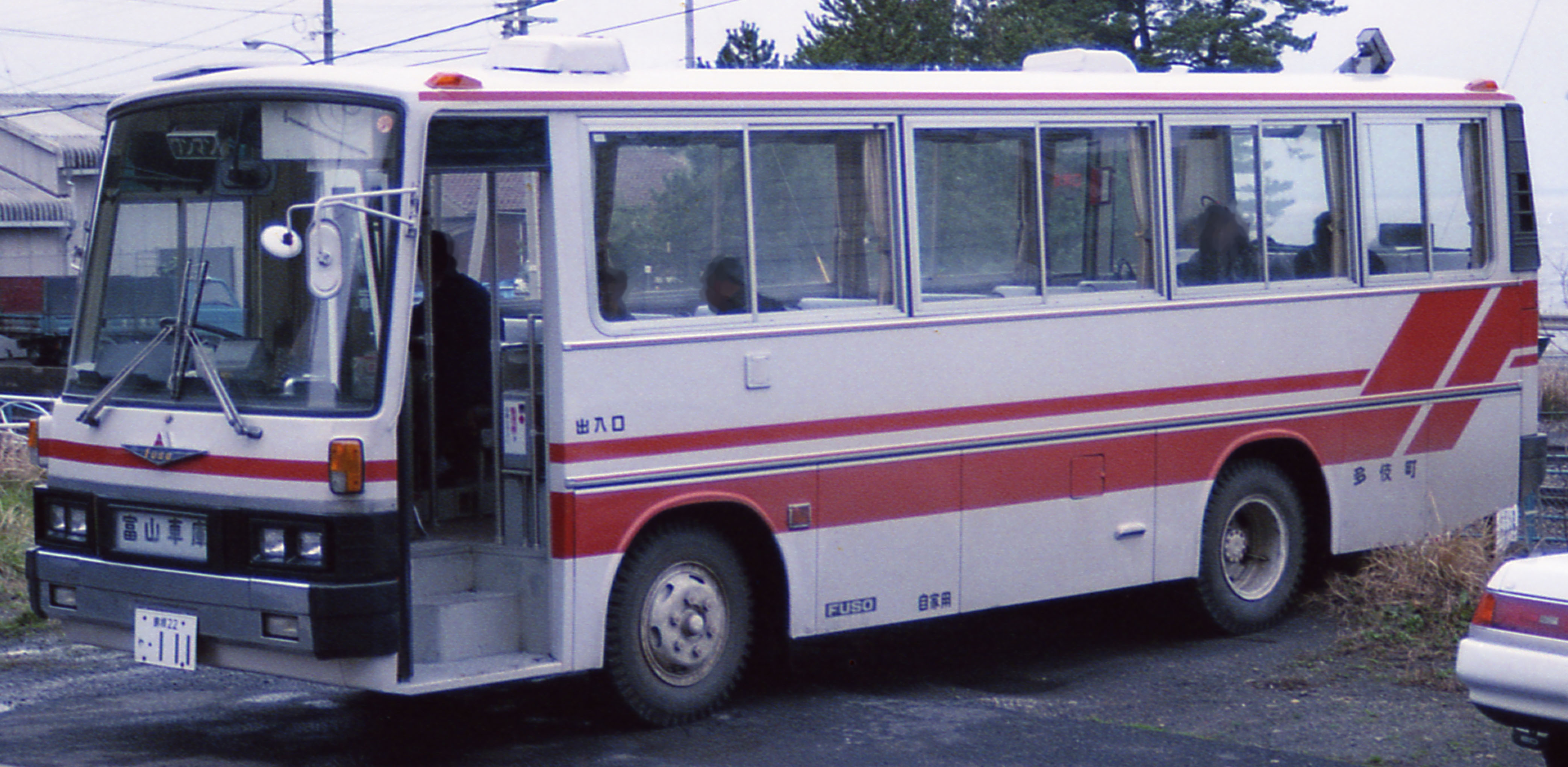
多伎町営バス当時の車両（1990年）
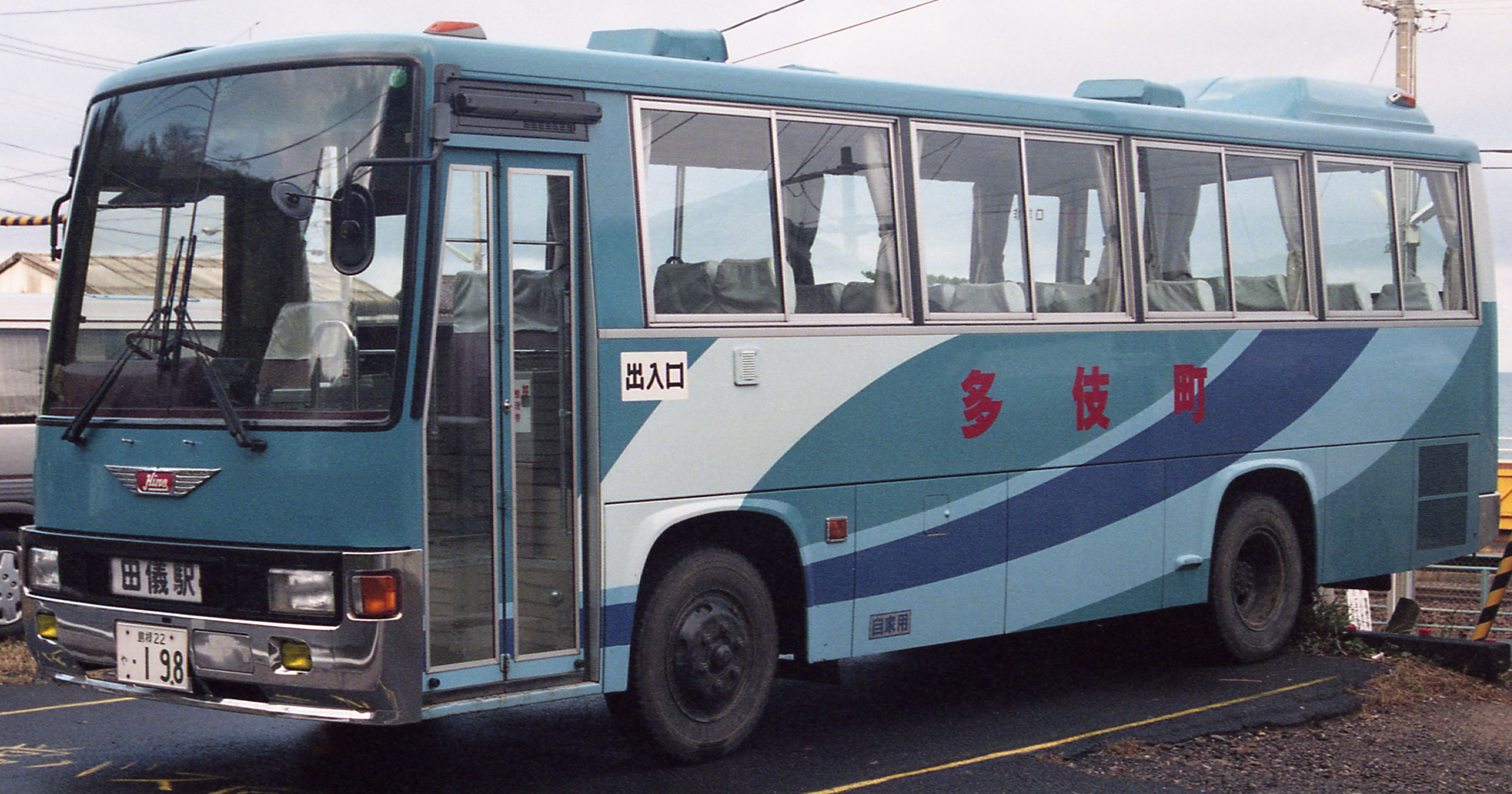
多伎町営バス当時の車両（1997年）

## 現行路線
以下の3路線が運行されてある。（）内は不経由便あり。
蔵谷線
- 小田駅前 - 小田車庫 - 手引ヶ丘公園入口 - 田儀駅前 - 口田儀 - 田儀小学校前 - 中郷 - 竹之上 - 蔵谷  - 智呑 - 中郷（以降往路と逆順） - 小田駅前
  - 蔵谷線の一部区間を走行する路線として手引ヶ丘公園入口 - 蔵谷間の手引ヶ丘蔵谷線が設定されており、休日1便のみ運行されている。

富山線
- 小田駅前 - 小田車庫 - 手引ヶ丘公園入口 - 田儀駅前 - 口田儀 - 田儀小学校前 - 中郷 - 智呑 - 蔵谷 - 富山車庫

久村線
- 小田駅前 - 道の駅キララ多伎（ - 中砂子） - いちじく温泉 - 赤松踏切
  - 実際は蔵谷線、富山線と通しで運行されている。